# مورسانو آل تالیامنتو
مورسانو آل تالیامنتو (به ایتالیایی: Morsano al Tagliamento) یک کومونه در ایتالیا است که در استان پوردنونه واقع شده‌است. مورسانو آل تالیامنتو ۳۲٫۲ کیلومتر مربع مساحت و ۲٬۸۱۱ نفر جمعیت دارد و ۱۴ متر بالاتر از سطح دریا واقع شده‌است.